# Jean Robic
Jean Robic (10 de junho de 1921, em Vouziers (Champagne-Ardenne) - 16 de outubro de 1980, em Claye-Souilly) foi um ciclista francês vencedor do Tour de France 1947.